# Westcliff-on-Sea
Westcliff-on-Sea is een plaats in het bestuurlijke gebied Southend-on-Sea, in het Engelse graafschap Essex.

## Geboren
- E. Power Biggs (1906-1977), concertorganist, klavecinist en opnamekunstenaar
- Basil Dearden (1911-1971), filmregisseur
- Bernard Williams (1929-2003), filosoof
- Rupert Keegan (1955-2024), autocoureur